# Albert Auger
Albert Victor Robert Auger (1889-1917) est un as de l'aviation de la Première Guerre mondiale, avec 7 victoires reconnues en combat aérien, mort au combat le 28 juillet 1917 dans un engagement aérien.

## Biographie
Albert Victor Robert Auger nait le 28 janvier 1889 à Constantine ; il est le fils de Michel Armand Auger, capitaine au 3e Régiment de Zouaves, et d'Antoinette Louise Jeanne Bremens.
Il s'engage le 24 octobre 1907, pour une durée de 3 ans à la mairie de Montauban et rejoint le 11e Régiment d'Infanterie.
Sergent le 26 septembre 1908, il est affecté au 8e bataillon de chasseurs à pied le 26 octobre 1909.
Après un passage à l'École Militaire d'Infanterie du 1er novembre 1911 au 31 octobre 1912, il est affecté au 31e Régiment d'Infanterie.
Il débute la guerre comme officier d'infanterie et est blessé au combat le 31 août 1914. 

Détaché au 12e groupe d'aviation en 1915, il est blessé le 8 juillet. Le 22 septembre 1915, il prend la tête de l'escadrille 31 où il remporte deux victoires en mars et avril 1916, avant d'être sérieusement blessé dans un crash le 16 avril 1916. Après être rétabli, il rejoint l'escadrille 3 et remporte une victoire en février 1917 avant d'être à nouveau blessé une semaine plus tard dans un combat tournoyant (dogfight) contre quatre avions allemands. Le 17 mars, Auger prend le commandement de l'escadrille 3, et y remporte quatre autres victoires. Il passe alors sur modèle SPAD.
 Le 28 juillet 1917, il est blessé au cou lors d'un engagement contre cinq appareils allemands, il parvient à poser son appareil dans les lignes amies mais meurt d'une hémorragie dans les minutes qui suivent à Dunkerque,.

## Distinctions
- Chevalier de la Légion d'honneur (1914)
- Croix de guerre 1914-1918

## Victoires aériennes
| Numéro | Date           | Appareil piloté | Appareil adverse     | Issue du combat | Lieu                   | Notes                                  |
| ------ | -------------- | --------------- | -------------------- | --------------- | ---------------------- | -------------------------------------- |
| 1      | 13 mars 1916   |                 | LVG C                | Abattu          | Cumieres               |                                        |
| 2      | 2 avril 1916   |                 | Albatros D           | Abattu          | Creux                  |                                        |
| 3      | 9 février 1917 |                 | Albatros             | Abattu          | Rogéville              |                                        |
| 4      | 22 avril 1917  |                 | biplace allemand     | Abattu          | Lierval                |                                        |
| 5      | 11 mai 1917    |                 | biplace allemand     | abattu          | Vailly                 | Victoire partagée avec Joseph de Sevin |
| 6      | 4 juin 1917    |                 | EA                   | Abattu          | Grandelain             |                                        |
| 7      | 28 juin 1917   |                 | ballon d'observation | Abattu          | à l'ouest de Pontavert |                                        |

## Sources
- (en) Cet article est partiellement ou en totalité issu de l’article de Wikipédia en anglais intitulé « Alfred Auger » (voir la liste des auteurs).

1. ↑  Acte de naissance, 1889, Constantine, consultable sur Archives nationales d'Outre-Mer
2. 1 2 3 4  (en) Alfred Auger, fiche sur www.theaerodrome.com, rubrique Aces.
3. 1 2 3 4  (en) Nieuport Aces of World War 1, 47–48 p.
4. 1 2 3  « Ministère de la culture - Base Léonore », sur culture.gouv.fr (consulté le 27 avril 2023).
5. ↑  « Visionneuse - Mémoire des Hommes », sur www.memoiredeshommes.sga.defense.gouv.fr (consulté le 13 octobre 2023)

## Ouvrages de référence
- (en) Norman Franks, Nieuport aces of World War 1, Oxford England, Osprey, coll. « Osprey aircraft of the aces » (no 33), 2000 (ISBN 978-1-855-32961-4).

## Liens
- Ressource relative à la vie publique :   - base Léonore
- « Biographie détaillée, liste des victoires aériennes, profil couleur de son appareil »
- « Les As oubliés de 14-18 »